# مصطفى أحمد عبد الأمير
مصطفى احمد عبد الأمير (بالإنجليزية: Mustafa Ahmad)‏؛ مواليد 1 يناير 1991 في العراق، هو لاعب كرة قدم عراقي يلعب لنادي بغداد كمهاجم.